# ترميز زوج البايتات
ترميز زوجين من البايت (بالإنجليزية: Byte Pair Encoding)‏ هو نموذج بسيط لضغط البيانات يقوم باستبدال زوجين من البايت على التوالي وأكثرهما شيوعاً ببايت واحد بحيث لا يتكرر البايت المستبدل في مجموعة البيانات. الزواج المستبدل يوضع في جدول لكي يتم إعادة بناء البيانات الأصلية.

## مثال
لنفترض أننا نريد لترميز البيانات التالية:
```
aaabaaabac
```

زوجان aa يتكرران في معظم الأحيان لذلك سوف يتم استبداله بالبايت Z والذي لم يظهر في البيانات. والآن نضع البايت Z في جدول استبدال.
```
Z <- aa
```

ويعاد ترميز البيانات نحو التالي:
```
ZabZabac
```

بعد ترميز البيانات يظهر الزوجين Za بشكل مستمر لذلك سوف يتم استبدال بايت Y
```
Z <- aa
 Y <- Za

```

```
YbYbac

```

مرة أخرى نستبدال الزوجين الأكثر شيوعاً.
```
Z <- aa
Y <- Za
X <- Yb
W <- XX

```

```
 Wac

```

حتي نصل إلى مرحلة يستحيل ضغط البيانات بسبب عدم وجود أزواج من البايتات متكررة.